# Oxandra guatemalensis
Oxandra guatemalensis är en kirimojaväxtart som beskrevs av Cyrus Longworth Lundell. Oxandra guatemalensis ingår i släktet Oxandra och familjen kirimojaväxter. Inga underarter finns listade i Catalogue of Life.